# Christian Horst
Johann Christian Horst (* 6. Juni 1822 in Darmstadt; † 3. Mai 1888 ebenda) war ein deutscher Architekt und großherzoglich hessischer Baubeamter.

## Leben
Christian Horst war ein Sohn von Johann Heinrich Horst (1794–1879, großherzoglich hessischer Inspektor bei der Oberbaudirektion) und dessen Ehefrau Christine Friederike Horst geb. Berntheisel (1795–1870). Nach dem Besuch der Höheren Gewerbeschule in Darmstadt und einer ersten Bildungsreise, die ihn in die Schweiz, nach Frankreich und Italien führte, nahm er 1840 an der Justus-Liebig-Universität Gießen ein Studium der Architektur bei Hugo von Ritgen auf und legte 1841 in Darmstadt die Bauprüfung ab. Nach weiterem Studium am Polytechnikum Karlsruhe bei Heinrich Hübsch folgte eine weitere Studienreise mit den gleichen Zielen. Von 1844 bis 1848 war er an der Dombauhütte Köln bei Friedrich von Schmidt tätig, bevor er großherzoglich hessischer Kreisbaumeister in Nidda wurde. In gleicher Funktion war Horst dann in Alsfeld und Bensheim tätig. In dieser Zeit war der spätere Mainzer Stadtbaumeister Eduard Kreyßig bei ihm angestellt.
Horst wechselte in das großherzoglich hessische Finanzministerium in Darmstadt und war von Februar 1881 bis Ende Oktober 1884 Vortragender Rat und Ministerialrat in der Bauabteilung und anschließend bis zu seiner Pensionierung am 17. Dezember 1887 Ministerialrat und Präsident der Oberbaudirektion in Darmstadt.

## Familie
Am 19. April 1854 heiratete er in Gießen Caroline Wiessell (1829–1907). Aus der Ehe ging die Tochter Anna (1855–1926) hervor, die 1875 Wilhelm Euler (1847–1934) heiratete.

## Bauten (Auswahl)
- 1862: Michaelskirche in Bensheim
- 1864: Rathaus in Nordheim
- 1873: St. Bartholomäus in Biblis
- 1864: Lukaskirche in Lampertheim

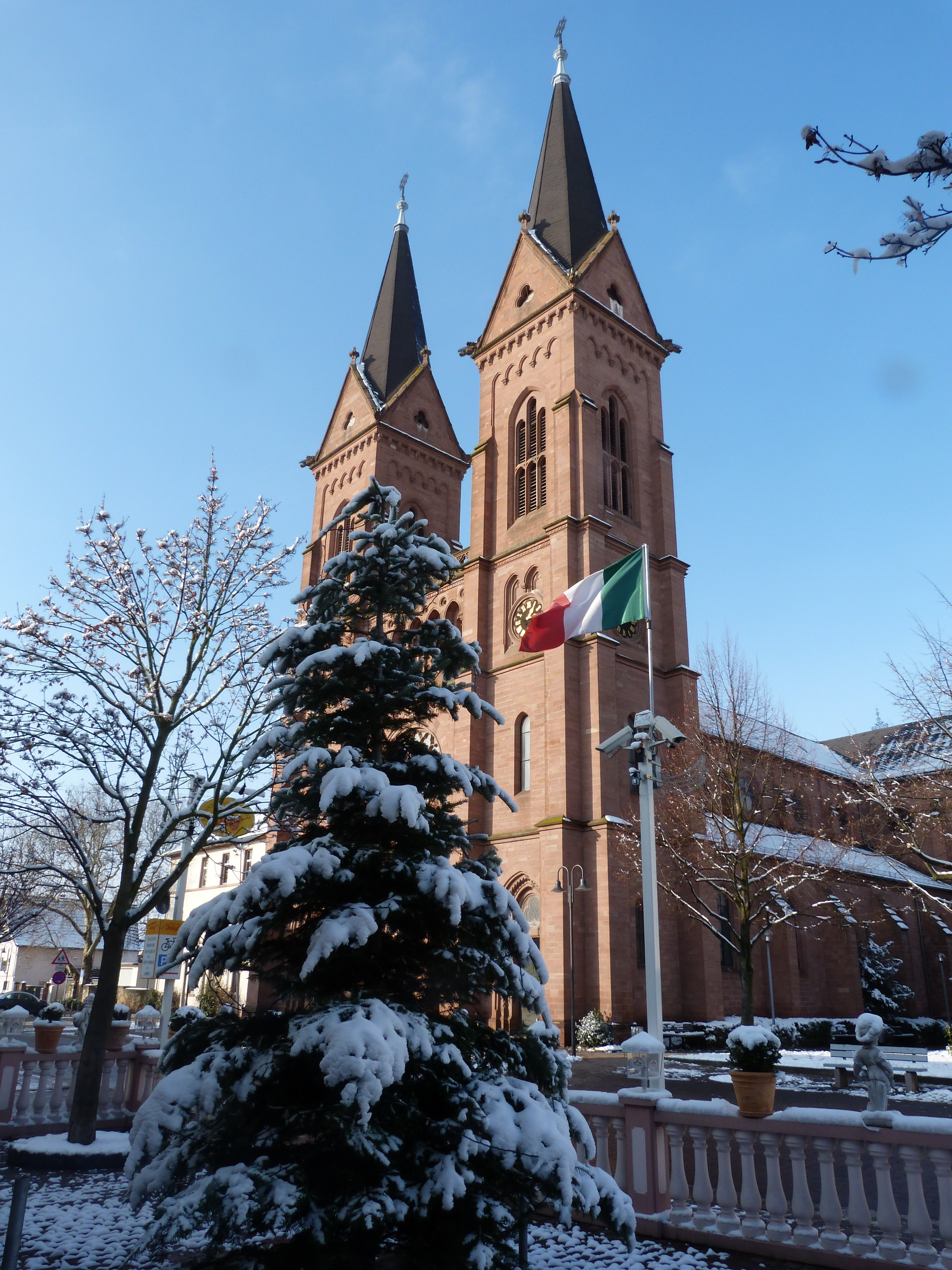
St. Bartholomäus in Biblis

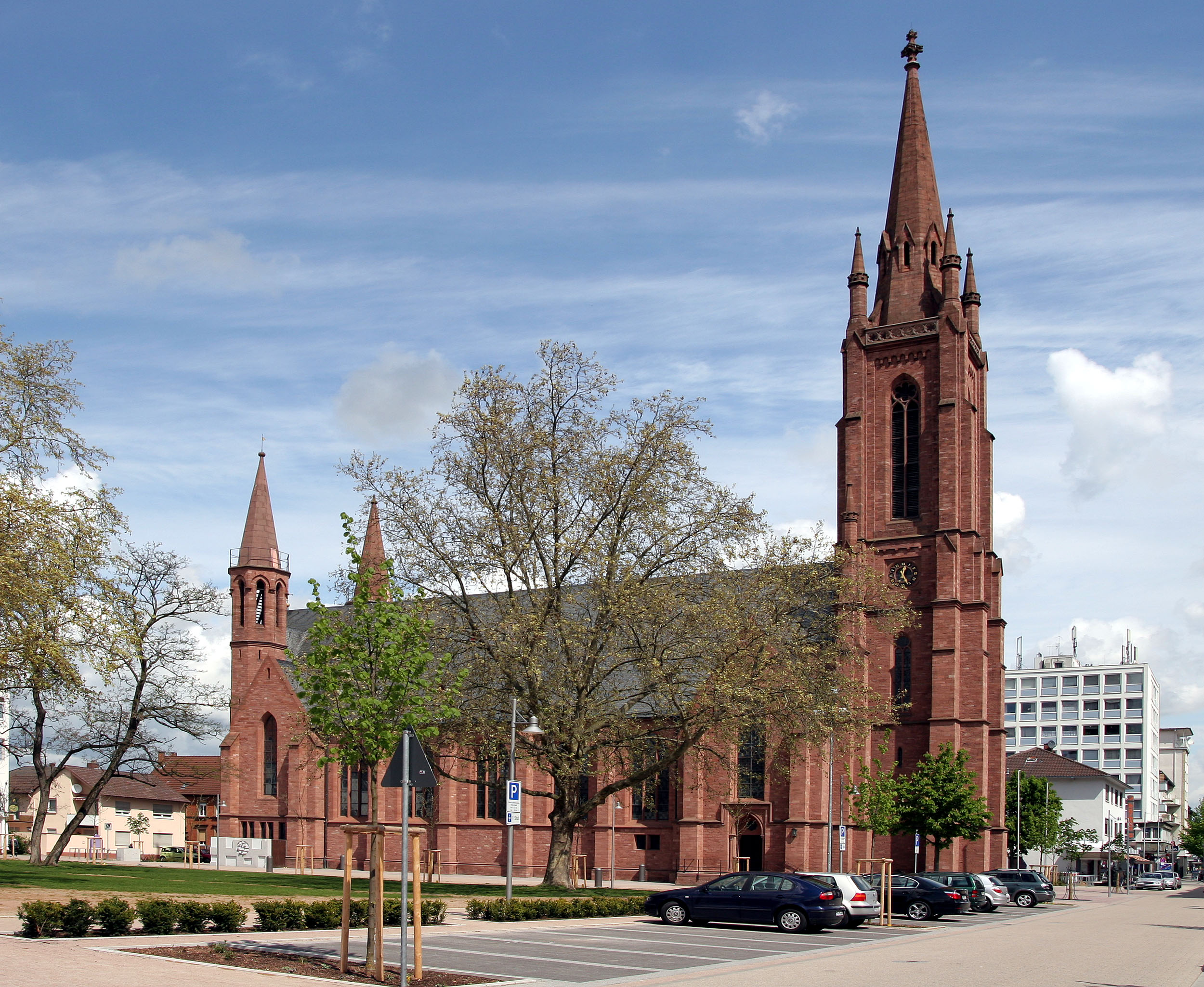
Lukaskirche in Lampertheim

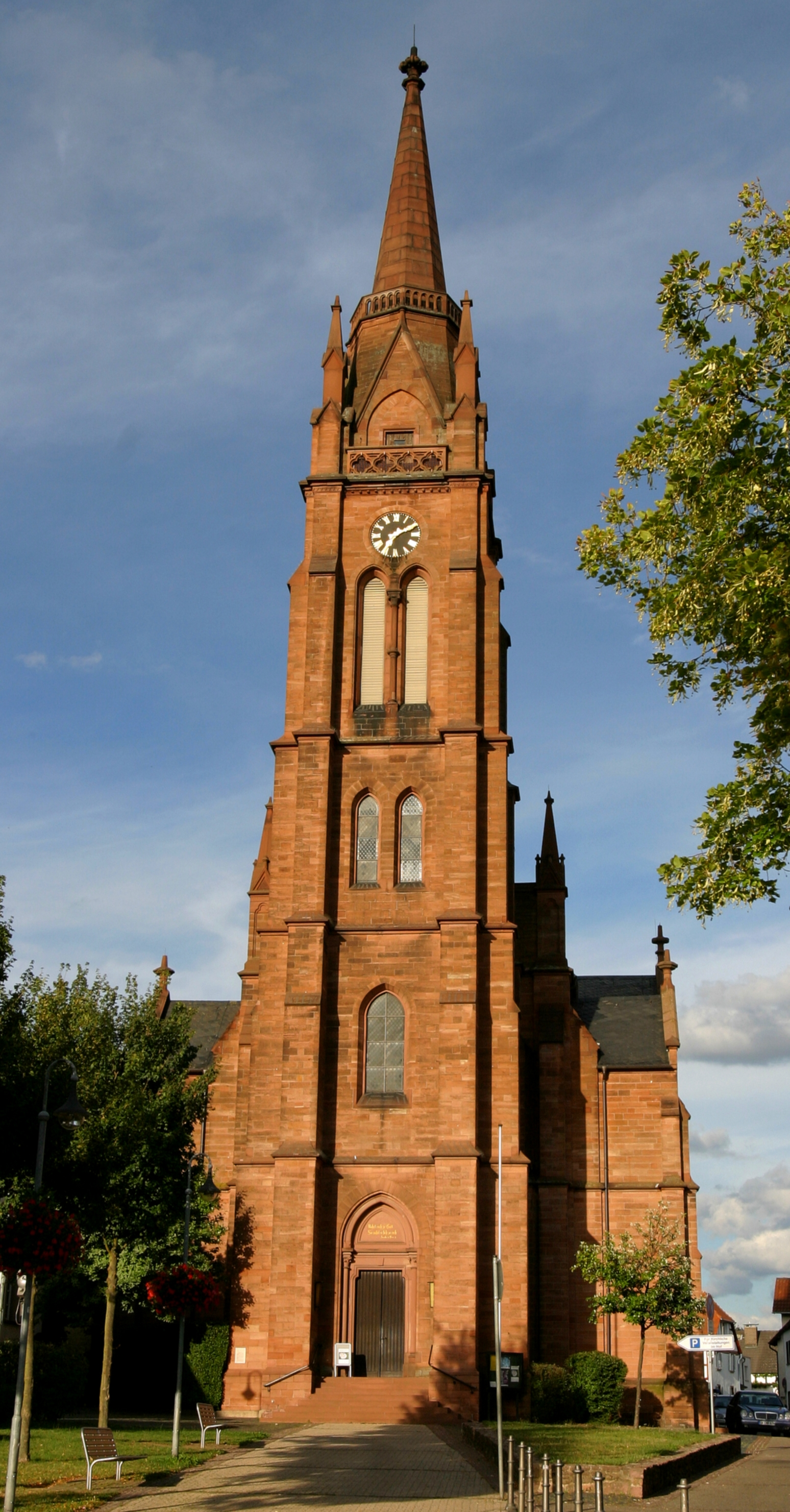
Evangelische Kirche in Langen

- 1876: Wiederaufbau des alten Hoftheaters in Darmstadt (nach seinem preisgekrönten Wettbewerbsentwurf)
- 1882: Entwurf zum Wiederaufbau des abgebrannten Theaters in Riga
- Renovierung der Walpurgiskirche in Alsfeld
- Erweiterung des Schlosses Eisenbach
- 1880: Evangelische Kirche in Langen

## Öffentliche Ämter
- Mitglied der Staatsprüfungskommission für das Finanz- und technische Fach
- Direktor der Abteilung für das Bauwesen im Finanzministerium
- Mitglied der Staatlichen Kommission für die Polytechnische  Hochschule in Darmstadt

## Ehrungen und Auszeichnungen
- 18. Oktober 1868: Verleihung des Ritterkreuzes I. Klasse des Verdienstordens Philipps des Großmütigen
- 1887: Komturkreuz des Verdienstordens Philipps des Großmütigen
- Kommandeur II. Klasse des Ludewigs-Ordens